# Dzierzgówek (Łódź)
Pour les articles homonymes, voir Dzierzgówek.
Dzierzgówek (prononciation [d͡ʑɛʐˈɡuvɛk]) est un village de la gmina de Łyszkowice, du powiat de Łowicz, dans la voïvodie de Łódź, situé dans le centre de la Pologne.
Il se situe à environ 14 kilomètres au sud-ouest de Nieborów (siège de la gmina), 10 kilomètres au sud-est de Łowicz (siège du powiat) et 48 kilomètres au nord-est de Łódź (capitale de la voïvodie).
Sa population s'élève à 261 habitants.

## Administration
De 1975 à 1998, le village était attaché administrativement à l'ancienne voïvodie de Skierniewice.

Depuis 1999, il fait partie de la nouvelle voïvodie de Łódź.